# 언양고등학교
언양고등학교(彦陽高等學校)는 대한민국 울산광역시 울주군 언양읍 어음리에 있는 공립 고등학교이다.

## 학교 연혁
- 1953년 3월 27일 : 언양농업고등학교 3년제 설립인가 (농업과 1, 원예과 1, 계 6 학급)
- 1953년 4월 30일 : 울주군 언양읍 현 위치에서 개교
- 1988년 3월 6일 : 경상남도 교육청 농업교육 시범학교(88학년도)
- 1989년 3월 1일 : 교육부지정 민주시민교육 시범학교(89-90학년도)
- 1999년 3월 1일 : 교명 변경(울산자연과학고등학교), 학과 개편 및 학급 조정
- 2004년 3월 1일 : 학과개편 인가 (식물자원과 3, 생활원예과 3, 애완동물 3, 골프관리 3, 유통정보 3, 식품가공 6, 계 21학급)
- 2010년 2월 22일 : 특성화고등학교 지정, 녹색자원/환경원예/골프관리/생태조경/식품가공과
- 2010년 2월 26일 : 자율학교 지정(2010학년도 - 2012학년도)
- 2013년 3월 1일 : 교명 변경 (언양고등학교)
- 2023년 2월 8일 : 제68회 졸업식(152명, 총 졸업생수 11,030명)
- 2023년 3월 1일 : 제26대 류경희 교장 취임
- 2025년 3월 4일 : 2025학년도 입학식(156명)

## 참고 자료
- 언양고등학교 - 한국교육학술정보원 학교알리미